# 113415 Rauracia
113415 Rauracia este o planetă minoră (asteroid) din centura de asteroizi. A fost descoperită pe 30 septembrie 2002 la Jura-Observatorium⁠(d) de Michel Ory⁠(d). 
Obiectul prezintă o orbită caracterizată de o semiaxă mare de 3,988194490582 UAi, o excentricitate de 0,26, o înclinație de 11,2 ° în raport cu ecliptica.